# Эллер, Эрхард Иванович
Эрхард Иванович Э́ллер (1905—1980) — советский инженер-конструктор и учёный в области создания военно-морского и ракетно-космического приборостроения, участник создания и запуска первого искусственного спутника Земли, доктор технических наук (1959). Директор НИИ-944 (1956—1963). Лауреат Сталинской премии (1949) и Ленинской премии (1959).

## Биография
Родился в 1905 года в Санкт-Петербурге.

### Начальная деятельность
С 1939 по 1942 год на педагогической работе в Ленинградском электротехническом  институте в должности старший преподаватель на кафедре приборов точной
механики.

### В СКБ НКСП —МНИИ № 1и  участие в создании ракетно-космической техники
С 1942 по 1956 год на научно-исследовательской работе в Специальном конструкторском бюро Наркомата судостроительной промышленности СССР (с 1942 года — Морской научно-исследовательский институт №1) в должностях: с 1942 по 1946 год — инженера-конструктора, с 1945 по 1946 год после окончания войны для изучения немецкого опыта в области судостроения в составе группы специалистов находился в Германии. С 1946 по 1951 год — руководитель  Лабораторно-исследовательского отдела, с 1951 по 1956 год — главный инженер и  заместитель директора МНИИ № 1 по научной работе. Э. И. Эллер занимался разработкой минно-торпедного вооружения, занимался созданием системы управления стрельбой для осуществления  безопасного старта крылатых ракет в любых погонных условиях и с различного типа военно-морских кораблей. Э. И. Эллер в качестве главного конструктора участвовал в создании навигационных комплексов для жидкостных одноступенчатых баллистических ракет «Р-11», «Р-11ФМ» и «Р-13» которые были разработаны в ОКБ-1 и СКБ-385 под руководством С. П. Королёва и В. П. Макеева.

### Во главеНИИ-944и участие в космической программе
С 1956 по 1963 год назначен на должность директора НИИ-944 Государственного комитета Совета Министров СССР по судостроению (с 1962 года — Государственного комитета Совета Министров СССР по радиоэлектронике, институт под его руководством занимался исследованиями в области гироскопических приборов и инерциальной навигации для ракетно-космической, авиационной, судостроительной и других видов техники.
Э. И. Эллер внёс весомый вклад в организацию работы специального конструкторского бюро возглавляемого им института под руководством В. И. Кузнецова, которое занималось созданием командных гироскопических приборов для баллистических ракет и ракет-носителей с космическими аппаратами различного назначения, в том числе для жидкостной одноступенчатой баллистической ракеты средней дальности наземного базирования «Р-5». В 1957 году участвовал в создании и запуске первого искусственного спутника Земли, а так же в создании гироскопических приборов для последующих искусственных спутников Земли. 23 февраля 1959 года Э. И. Эллеру ВАК АН СССР как активному участнику создания искусственных спутников Земли  была присуждена без защиты диссертации учёная степень — доктор технических наук

### На руководящих должностях вГКНТ СССР
С 1963 по 1980 год работал в Государственном комитете Совета Министров СССР по науке и технике в должностях: руководитель отдела вычислительной техники
и АСУ, с 1972 года — заместитель начальника Главного управления по вычислительной техники и системам управления и член комитета ГКНТ СССР (с 1968 года). Э. И. Эллер был одним из организаторов создания вычислительных центров в учреждениях
АН СССР и СМ СССР.

### Смерть
Скончался 7 мая 1980 года в Москве, похоронен на Введенском кладбище.

## Награды
- два Ордена Трудового Красного Знамени (№ 264/38 от 20.04.1956 — «За создание и принятие на вооружение ракеты Р-5М»;  № 264/38 от 21.12.1957 — «За создание и запуск первого в мире искусственного спутника Земли»)
- орден Красной Звезды (6.03.1945)
- Медаль «За трудовое отличие» (1953)
- Медаль «За оборону Ленинграда» (1942)
- Медаль «За доблестный труд в Великой Отечественной войне 1941—1945 гг.» (1945)

### Премии
- Ленинская премия (29.07.1959 — «За создание специального изделия»)
- Сталинская премия третьей степени (8.4.1949) — за разработку приборов для морского вооружения[2][1][3]